# Međimurska popevka
Međimurska popevka (Međimurje-sång) är ett traditionellt folkligt sångsätt från nordöstra Kroatien som sedan år 2018 finns upptagen på Unescos lista över mänsklighetens immateriella kulturarv. Den traditionella sången har sitt ursprung i mikroregionen Međimurje och benämningen 'Međimurska popevka' betyder "Međimurje-sång" på lokal kajkavisk dialekt. Sångsättet är en viktig del av den lokala identiteten och sången framförs vid olika tillfällen, såsom dop, bröllop, speciella helgdagar och skördefester.

## Historik och beskrivning
Međimurje-sångerna har en muntlig tradition och de äldsta nedtecknade noterna härstammar från 1500-talet. Ursprungligen var sångerna vokalmusik som framfördes av kvinnliga solister. Idag framförs de av solister eller grupper, både kvinnor och män, individuellt eller tillsammans, enstämmigt eller flerstämmigt. Međimurje-sångerna har traditionellt framförts a cappella men sedan 1800-talet är det vanligt att de framförs i kombination med olika instrument.
Temana i Međimurje-sångerna är lyriska eller episka. Sångerna delas in gamla och nya visor med det att de alltid håller fast vid den ursprungliga formen där verserna följer melodin och skapar en traditionell sång. Vanligtvis är sångtexterna relaterade till kärlek och olika livshändelser. Ibland har sångerna en humoristisk eller ironisk underton och inte sällan är de melankoliska vilket anses vara typiskt för regionen mellan de båda floderna Mura och Drava.